# تونستال، یورک‌شر شمالی
تونستال (به انگلیسی: Tunstall) یک روستا و محله مدنی در بریتانیا است که در ریچموندشر واقع شده‌است. تونستال ۲۷۱ نفر جمعیت دارد.